# 鷹爪翻子拳

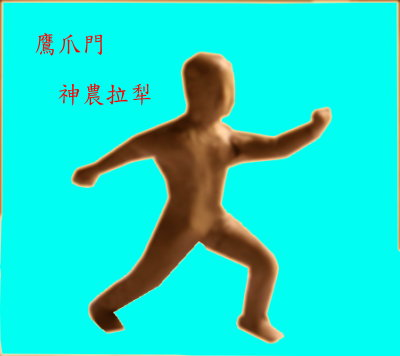

鷹爪翻子拳是源出河北雄县之拳術。拳法是以抓打擒拿、分筋錯骨、輾轉騰挪、刁靠內閃、跳蹤為主。
鷹爪拳可以追溯到清代末葉劉仕俊，屬羅漢拳原形散手，後編組成連拳，又稱母子拳(請參考查拳一路)。劉成有繼承衣砵後加上翻子拳。
刘成有是河北雄县孤庄头村人，是刘仕俊族孙，得刘仕俊的羅漢鷹抓功(後有稱岳氏散手)，他曾經追隨“飞腿”楊景山學技、又師從翻子名家刘德全、董宪周。人誉为“江北刘”。 
劉成有再傳陳子正，又傳劉占伍、由述孔、郭成堯、陳國慶、李佩弦、黄佰祥；香港傳人有梁子鵬、張俊庭、劉法孟再傳劉莉莉..等人

## 陳子正
陳子正（1878-1933），名纪平，河北雄县李林庄人，擅鹰爪拳，被世人誉为“鹰爪王”。民国七年（1918）曾在上海表演“鹰爪罗汉拳”。後在「上海精武体育会」教授鹰爪拳。
1921年轉往香港精武会，翌年赴新加坡精武会。1923年湖北武昌精武会成立，赴该会任教。
遺留著作有《鹰爪翻子拳》、《鹰爪连拳五十路》、《鹰爪翻子拳摘要》。

## 鹰爪翻子門
中央國術館將此『拳』編列為少林(派)鹰爪翻子門。

## 岳氏八翻手
由王新午先生著，於1930年出版。由劉恩綬(殿昇)所傳授。稱由岳家散手變化而來。為清光緒間劉德寬(敬遠)所編創，分八路。劉恩綬為劉德寬弟子。而德寬為劉仕俊弟子。初名「子母拳」，僅九手，然左右各有變化。

## 相傳歷史
据陈子正先生說，相傳鷹爪功源于宋麗泉憎，后麗泉僧授与岳飛，故稱『岳氏鹰手』(或『岳氏連拳』)。但据陈子正之传人刘法孟先生之說，鷹爪本源于岳飞，后傳至清代『翻子拳』門人麗泉僧(劉德全？}，见鹰爪法可取． 故将其加入翻子拳中。后傳道济和尚(董憲周?)．再传法成和尚(劉成有？)，继传刘士俊云云。

## 內容
拳術包括：四六拳、五虎拳、五花豹、六合拳、八步連環拳、八步捶、少林捶、太祖拳、大雄拳、小雄拳、大綿掌、小綿掌、大八面、小八面、雁行拳、前溜勢、梅花拳、羅漢拳、醉六躺、行拳十路、連拳五十路。
器械包括：
- 槍棍：梅花槍、連環槍、六合槍、六合大槍、羅漢槍、齊眉棍、奇門棍。
- 刀劍：梅花單刀、連環單刀、六合單刀、五侯單刀、梅花雙刀、雪片雙刀、地躺雙刀、大連環劍、小連環劍、春秋大刀、四門大刀。
- 對練包括：對綿掌、一零八擒拿手、單刀串槍、捕虎槍、槍對槍。
- 劉法孟與張俊庭在香港發展此門拳術。